# Vetenskapsåret 2020

## Händelser
- 11 februari - Internationella dagen för kvinnor och flickor inom vetenskap, som instiftades av FN december 2015, firas för fjärde året.[1]
- 22 maj - Linnésällskapet i London presenterar årets mottagare av Linnean Medal.[2]
- 13 - 17 juli - Royal Society Summer Science Exhibition arrangeras online.[3]
- 1 - 4 oktober - Vetenskapsfestivalen i Göteborg (online).[4]

### Astronomiochrymdfart
- 10 februari: Rymdsonden Solar Orbiter skjuts upp från Cape Canaveral Air Force Station för att studera Solen
- 30 juli: NASA:s Perseverance (rover) skjuts upp från Cape Canaveral Air Force Station för att utforska planeten Mars

### Medicin
- 5 oktober - 2020 mottagare av Nobelpriset i fysiologi eller medicin tillkännages: Harvey J. Alter, Michael Houghton och Charles M. Rice [5]
- 2 december - Storbritannien godkänner Pfizer-Biontechs coronavaccin.[6]
- 8 december - Massvaccination mot coronapandemin inleds i Storbritannien.[7][8]

## Avlidna
- 24 februari - Katherine Johnson, 101, amerikansk matematiker

### Fotnoter
1. ↑  ”International Day of Women and Girls in Science” (på engelska). UN Women. https://www.unwomen.org/en/news/in-focus/international-day-of-women-and-girls-in-science. Läst 29 december 2019.
2. ↑  ”Anniversary Meeting 2020” (på brittisk engelska). The Linnean Society. Arkiverad från originalet den 29 december 2019. https://web.archive.org/web/20191229125954/https://www.linnean.org/meetings-and-events/events/anniversary-meeting-2020. Läst 29 december 2019.
3. ↑  ”Summer Science Online 2020 programme | Royal Society” (på brittisk engelska). royalsociety.org. https://royalsociety.org/science-events-and-lectures/2020/summer-science-online/programme/. Läst 15 december 2020.
4. ↑  ”Program för Vetenskåpsfestivalen 2020”. https://program.vetenskapsfestivalen.se/list/program/pp/2020. Läst 15 december 2020.
5. ↑  ”The Nobel Prize in Physiology or Medicine 2020” (på amerikansk engelska). NobelPrize.org. https://www.nobelprize.org/prizes/medicine/2020/161147-press-release-swedish/. Läst 15 december 2020.
6. ↑  Johan Sennerö (2 december 2020). ”Storbritannien godkänner Pfizers vaccin” (på svenska). Sveriges Television. https://www.svt.se/nyheter/storbritannien-godkanner-pfizers-vaccin. Läst 21 juni 2021.
7. ↑  Johan Sennerö (8 december 2020). ”Storbritannien inleder sin massvaccination” (på svenska). Sveriges Television. https://www.svt.se/nyheter/utrikes/forst-ut-med-vaccin-i-europa-sa-ska-det-ga-till. Läst 21 juni 2021.
8. ↑  ”Första doserna Pfizervaccin ges på tisdag” (på svenska). Sveriges Television. 6 december 2020. https://www.svt.se/nyheter/utrikes/forsta-doserna-pfizer-vaccin-ges-pa-tisdag. Läst 21 juni 2021.